# Leichtathletik-Europacup 1965
| 1. Leichtathletik-Europacup | 1. Leichtathletik-Europacup | 1. Leichtathletik-Europacup | 1. Leichtathletik-Europacup | 1. Leichtathletik-Europacup | 1. Leichtathletik-Europacup |
| --------------------------- | --------------------------- | --------------------------- | --------------------------- | --------------------------- | --------------------------- |
|                             |                             |                             |                             |                             |                             |
| Resultate A-Finale          |                             |                             |                             |                             |                             |
| Frauen – 19. September      | Frauen – 19. September      | Frauen – 19. September      | Männer – 11./12. September  | Männer – 11./12. September  | Männer – 11./12. September  |
| Kassel, Auestadion          | Kassel, Auestadion          | Kassel, Auestadion          | Stuttgart, Neckarstadion    | Stuttgart, Neckarstadion    | Stuttgart, Neckarstadion    |
| Platz                       | Land                        | Punkte                      | Platz                       | Land                        | Punkte                      |
| 1                           | Sowjetunion                 | 56                          | 1                           | Sowjetunion                 | 86                          |
| 2                           | DDR                         | 42                          | 2                           | BR Deutschland              | 85                          |
| 3                           | Polen                       | 38                          | 3                           | Polen                       | 69                          |
| 4                           | BR Deutschland              | 37                          | 4                           | DDR                         | 69                          |
| 5                           | Ungarn                      | 32                          | 5                           | Frankreich                  | 60                          |
| 6                           | Niederlande                 | 26                          | 6                           | Großbritannien              | 48                          |
|                             |                             |                             | Kiew 1967 →                 |                             |                             |

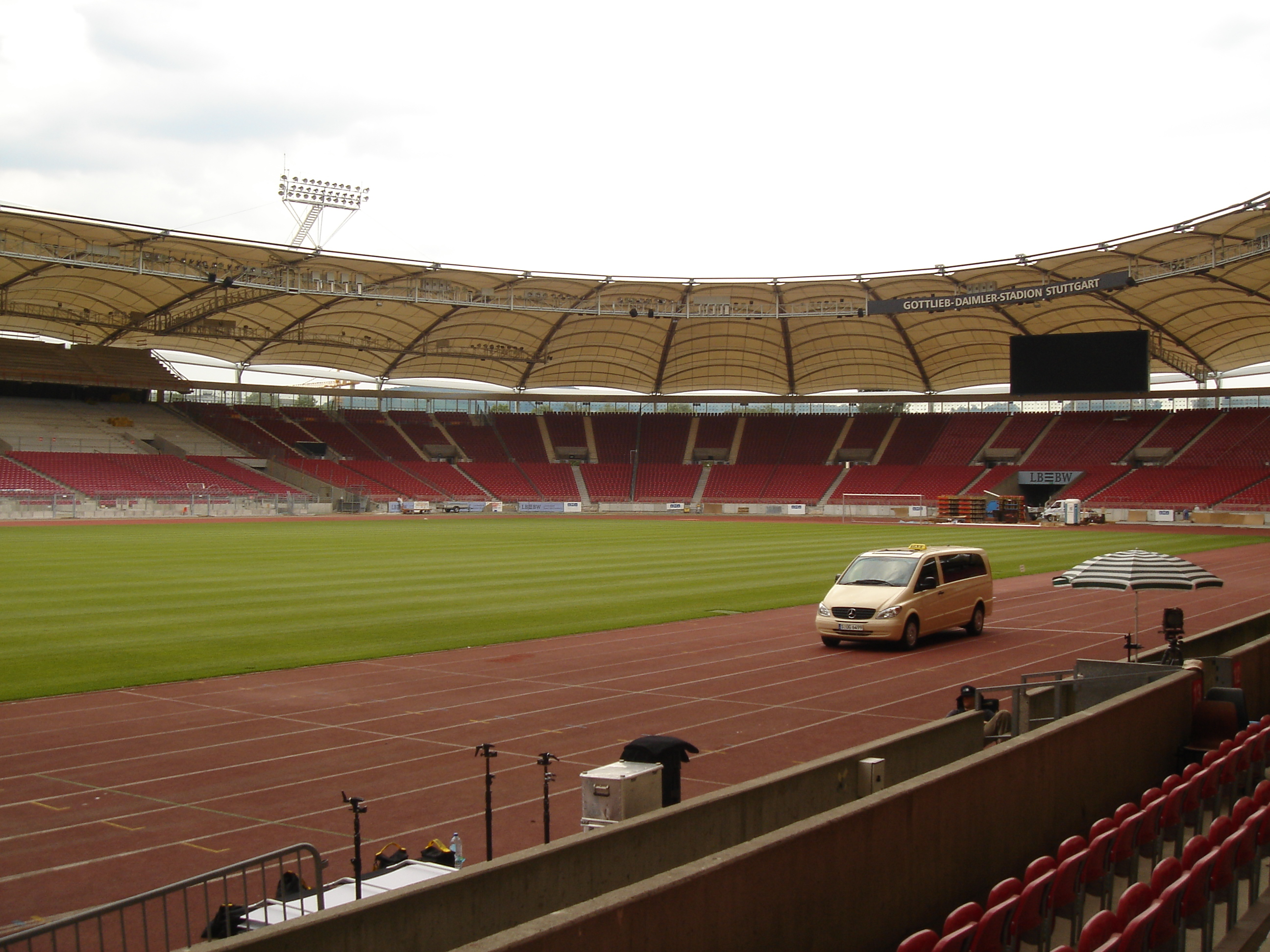
Das ehemalige Neckarstadion 2005 – nach Umbauten und Umbenennung

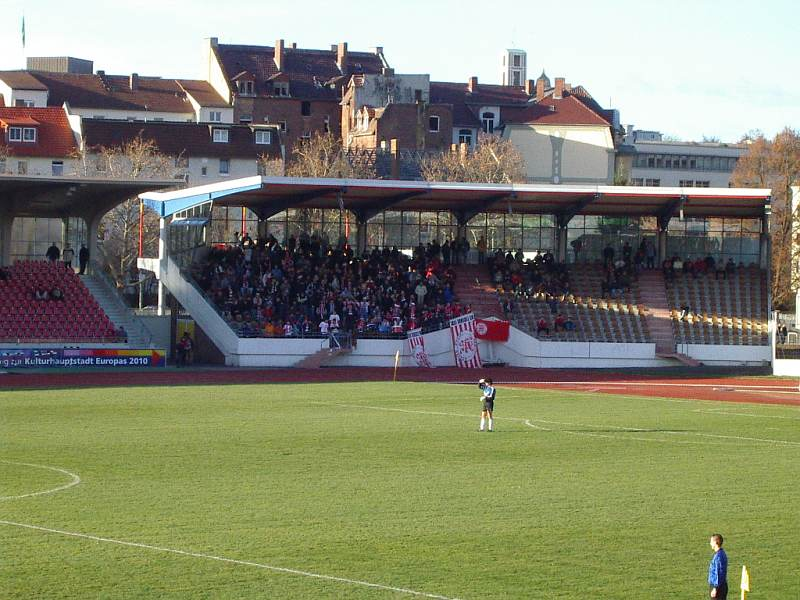
Auestadion: nördliche Seitentribüne von der Gegenseite

Das 1. Leichtathletik-Europacup-A-Finale fand in der Bundesrepublik Deutschland statt. Die Männer traten am 11. und 12. September 1965 im Neckarstadion von Stuttgart an. Eine Woche später wetteiferten die Frauen am 19. September 1965 im Auestadion von Kassel. An beiden Terminen zusammen wurden insgesamt 31 Disziplinen (Männer 20, Frauen 11) ausgetragen.

## Leichtathletik-Europacup als neuer Wettbewerb
Die Idee zur Einführung dieses Wettbewerbs mit allen europäischen Leichtathletikverbänden in Ost und West geht zurück auf den mehrjährigen Präsidenten des italienischen Leichtathletikverbands Bruno Zauli. Es gab in diesen Jahren noch keine Leichtathletik-Weltmeisterschaften und auch hochkarätige Veranstaltungen mit internationalen Leichtathletikstars fanden damals nicht in der Form statt wie in späteren Jahrzehnten. Große Bedeutung in der Leichtathletik hatten Länderkämpfe und so war dieser neue Wettbewerb eine willkommene Bereicherung des Wettkampfkalenders mit einem hohen internationalen Stellenwert.
Und auch die in diesen Jahren hoch brisante Ost-West-Rivalität kam bei einer solchen Veranstaltung unter Nationen wieder zum Ausdruck. Politiker in der DDR richteten ihr besonderes Augenmerk auf die Fluchtproblematik sowie ein möglichst gutes Abschneiden ihrer Athleten im Vergleich zu denen der Bundesrepublik Deutschland.

## Teilnehmer
Sowohl bei den Männern als auch bei den Frauen mussten die Teams sich zunächst über Vorkämpfe und Halbfinals für das Finale mit anfangs jeweils sechs Ländern qualifizieren. So gab es in den Finals für die Männer eine andere Zusammensetzung der Mannschaften im Finale als für die Frauen.
| Finalteams                                                     | Finalteams                                              |
| Männer                                                         | Frauen                                                  |
| -------------------------------------------------------------- | ------------------------------------------------------- |
| BR Deutschland DDR Frankreich Großbritannien Polen Sowjetunion | BR Deutschland DDR Niederlande Polen Sowjetunion Ungarn |

Das Team des Deutschen Leichtathletik-Verbandes (DLV) setzte sich aus 27 Athleten (13 Frauen und 24 Männer) zusammen.

## Vorrunde
Eine Vorrunde fand nur bei den Männern statt. Sie wurde am 26. und 27. Juli in Wien und Enschede ausgetragen. Nur die Gruppensieger erreichten das Halbfinale.
| Männer |              |        |          |             |          |
| Wien   | Wien         | Wien   | Enschede | Enschede    | Enschede |
| Platz  | Land         | Punkte | Platz    | Land        | Punkte   |
| 1      | Schweiz      | 62     | 1        | Niederlande | 60       |
| 2      | Österreich   | 61     | 2        | Spanien     | 58       |
| 3      | Griechenland | 47     | 3        | Dänemark    | 49       |
| 4      | Luxemburg    | 27     | 4        | Portugal    | 33       |

## Halbfinale
Das Halbfinale der Männer fand am 21. und 22. August bei den Männern in Rom, Zagreb und Oslo statt. Die Frauen trugen ihr Halbfinale am 22. August in Leipzig, Fontainebleau und Constanța aus. Aus jeder Gruppe qualifizierten sich zwei Mannschaften für das Finale.
| Länderwertungen Halbfinale | Länderwertungen Halbfinale | Länderwertungen Halbfinale | Länderwertungen Halbfinale | Länderwertungen Halbfinale | Länderwertungen Halbfinale | Länderwertungen Halbfinale | Länderwertungen Halbfinale | Länderwertungen Halbfinale |
| -------------------------- | -------------------------- | -------------------------- | -------------------------- | -------------------------- | -------------------------- | -------------------------- | -------------------------- | -------------------------- |
| Frauen                     |                            |                            |                            |                            |                            |                            |                            |                            |
|                            | Leipzig                    | Leipzig                    |                            | Fontainebleau              | Fontainebleau              |                            | Constanța                  | Constanța                  |
| Platz                      | Land                       | Punkte                     | Land                       | Punkte                     | Land                       | Punkte                     |                            |                            |
| 1                          | DDR                        | 58,0                       | Ungarn                     | 50,0                       | Sowjetunion                | 53,0                       |                            |                            |
| 2                          | Polen                      | 56,0                       | Niederlande                | 47,0                       | BR Deutschland             | 53,0                       |                            |                            |
| 3                          | Tschechoslowakei           | 39,0                       | Vereinigtes Königreich     | 46,0                       | Rumänien                   | 49,5                       |                            |                            |
| 4                          | Italien                    | 30,0                       | Bulgarien                  | 38,0                       | Norwegen                   | 25,5                       |                            |                            |
| 5                          | Italien                    | 24,0                       | Jugoslawien                | 33,0                       | Norwegen                   | 25,0                       |                            |                            |
| 6                          | Dänemark                   | 23,0                       | Belgien                    | 14,0                       | Österreich                 | 24,0                       |                            |                            |
| Männer                     |                            |                            |                            |                            |                            |                            |                            |                            |
|                            | Rom                        | Rom                        |                            | Zagreb                     | Zagreb                     |                            | Oslo                       | Oslo                       |
| Platz                      | Land                       | Punkte                     | Land                       | Punkte                     | Land                       | Punkte                     |                            |                            |
| 1                          | BR Deutschland             | 96,0                       | DDR                        | 90,0                       | Sowjetunion                | 94,0                       |                            |                            |
| 2                          | Polen                      | 85,0                       | Vereinigtes Königreich     | 89,0                       | Frankreich                 | 92,0                       |                            |                            |
| 3                          | Tschechoslowakei           | 81,0                       | Schweden                   | 81,0                       | Ungarn                     | 72,0                       |                            |                            |
| 4                          | Italien                    | 67,0                       | Rumänien                   | 66,0                       | Finnland                   | 64,0                       |                            |                            |
| 5                          | Bulgarien                  | 45,0                       | Jugoslawien                | 52,0                       | Norwegen                   | 51,0                       |                            |                            |
| 6                          | Schweiz                    | 45,0                       | Niederlande                | 41,0                       | Belgien                    | 41,0                       |                            |                            |

 qualifiziert für das Finale

## Wertungssystem
Die Punkteverteilung orientierte sich an der langjährigen Erfahrung aus den Leichtathletikländerkämpfen mit zwei oder manchmal aus mehr Nationen und sah folgendermaßen aus:

Platz 1 – 7 Punkte / Pl. 2 – 5 Pkte. / Pl. 3 – 4 Pkte. / Pl. 4 – 3 Pkte. / Pl. 5 – 2 Pkte. / Pl. 6 – 1 Pkt.

Die Punktzahl der einzelnen Länder ergab sich aus der Addition der Punkte aus den einzelnen Disziplinen. Für Frauen und Männer war die Endgesamtwertung getrennt.

## Legende
Kurze Übersicht zur Bedeutung der Symbolik – so üblicherweise auch in sonstigen Veröffentlichungen verwendet:
| WR    | Weltrekord                                                                    |
| NR    | Nationaler Rekord                                                             |
| DR    | Deutscher Rekord                                                              |
| BR    | Bundesdeutscher Rekord                                                        |
| e     | egalisiert                                                                    |
| DSQ   | disqualifiziert                                                               |
| x     | ungültig                                                                      |
| w     | zu starke Windunterstützung für die Aufnahme der Leistung in eine Bestenliste |
| k. A. | keine Angabe                                                                  |

## Resultate Männer

### 100 m
| Platz | Athlet              | Land | Zeit (s) |
| ----- | ------------------- | ---- | -------- |
| 1     | Marian Dudziak      | POL  | 10,3     |
| 2     | Manfred Knickenberg | FRG  | 10,4     |
| 3     | Heinz Erbstößer     | GDR  | 10,4     |
| 4     | Amin Tujakow        | URS  | 10,5     |
| 5     | Jocelyn Delecour    | FRA  | 10,5     |
| DSQ   | David Jones         | GBR  |          |

Datum: 11.9.1965
Wind: −1,1 m/s

### 200 m
| Platz | Athlet           | Land | Zeit (s) |
| ----- | ---------------- | ---- | -------- |
| 1     | Josef Schwarz    | FRG  | 21,1     |
| 2     | Heinz Erbstößer  | GDR  | 21,2     |
| 3     | Jocelyn Delecour | FRA  | 21,2     |
| 4     | Patrick Morrison | GBR  | 21,2     |
| 5     | Edwin Osolin     | URS  | 21,3     |
| DSQ   | Marian Dudziak   | POL  |          |

Datum: 12.9.1965
Wind: +2,8 m/s

### 400 m
| Platz | Athlet             | Land | Zeit (s) |
| ----- | ------------------ | ---- | -------- |
| 1     | Andrzej Badeński   | POL  | 45,9     |
| 2     | Manfred Kinder     | FRG  | 46,6     |
| 3     | Jochen Both        | GDR  | 47,1     |
| 4     | Michael Fitzgerald | GBR  | 47,4     |
| 5     | Michel Samper      | FRA  | 47,4     |
| 6     | Wadim Arkiptschuk  | URS  | 47,4     |

Datum: 11.9.1965

### 800 m
| Platz | Athlet             | Land | Zeit (min) |
| ----- | ------------------ | ---- | ---------- |
| 1     | Franz-Josef Kemper | FRG  | 1:50,3     |
| 2     | Jürgen May         | GDR  | 1:50,3     |
| 3     | Chris Carter       | GBR  | 1:50,6     |
| 4     | Maurice Lurot      | FRA  | 1:50,7     |
| 5     | Waleri Bulischew   | URS  | 1:50,9     |
| 6     | Roland Brehmer     | POL  | 1:51,8     |

Datum: 12.9.1965

### 1500 m
| Platz | Athlet          | Land | Zeit (min) |
| ----- | --------------- | ---- | ---------- |
| 1     | Bodo Tümmler    | FRG  | 3:47,4     |
| 2     | Jean Wadoux     | FRA  | 3:48,0     |
| 3     | Jürgen May      | GDR  | 3:48,3     |
| 4     | Alan Simpson    | GBR  | 3:48,4     |
| 5     | Rein Tölp       | URS  | 3:50,5     |
| 6     | Zbigniew Wojcik | POL  | 3:51,5     |

Datum: 11.9.1965

### 5000 m
| Platz | Athlet           | Land | Zeit (min) |
| ----- | ---------------- | ---- | ---------- |
| 1     | Harald Norpoth   | FRG  | 14:18,0    |
| 2     | Witold Baran     | POL  | 14:20,0    |
| 3     | Derek Graham     | GBR  | 14:20,4    |
| 4     | Jean Wadoux      | FRA  | 14:25,8    |
| 5     | Pjotr Bolotnikow | URS  | 14:29,0    |
| 6     | Werner Krause    | GDR  | 14:47,6    |

Datum: 12.9.1965

### 10.000 m
| Platz | Athlet          | Land | Zeit (min) |
| ----- | --------------- | ---- | ---------- |
| 1     | Nikolai Dutow   | URS  | 28:42,2000 |
| 2     | Lutz Philipp    | FRG  | 28:44,8000 |
| 3     | Kazimierz Zimny | POL  | 28:46,0 NR |
| 4     | Muke Bullivant  | GBR  | 29:33,8000 |
| 5     | Klaus Böttger   | GDR  | 29:44,6000 |
| 6     | Michel Jazy     | FRA  | 30:38,4000 |

Datum: 11.9.1965

### 110 m Hürden
| Platz | Athlet            | Land | Zeit (s) |
| ----- | ----------------- | ---- | -------- |
| 1     | Anatoli Michailow | URS  | 13,9     |
| 2     | Marcel Duriez     | FRA  | 14,0     |
| 3     | Mike Parker       | GBR  | 14,5     |
| 4     | Hinrich John      | FRG  | 14,5     |
| 5     | Christian Voigt   | GDR  | 14,7     |
| 6     | Adam Kolodzieczyk | POL  | 15,0     |

Datum: 11.9.1965
Wind: −1,7 m/s

### 400 m Hürden
| Platz | Athlet               | Land | Zeit (s) |
| ----- | -------------------- | ---- | -------- |
| 1     | Robert Poirier       | FRA  | 50,8     |
| 2     | John Cooper          | GBR  | 50,9     |
| 3     | Rainer Schubert      | FRG  | 51,9     |
| 4     | Imants Kuklitsch     | URS  | 52,1     |
| 5     | Rainer Schiedewitz   | GDR  | 52,5     |
| 6     | Włodzimierz Martinek | POL  | 52,8     |

Datum: 12.9.1965

### 3000 m Hindernis
| Platz | Athlet            | Land | Zeit (min) |
| ----- | ----------------- | ---- | ---------- |
| 1     | Wiktor Kudinski   | URS  | 8:41,0     |
| 2     | Maurice Herriott  | GBR  | 8:42,2     |
| 3     | Edward Szklarczyk | POL  | 8:42,8     |
| 4     | Guy Texereau      | FRA  | 8:41,0     |
| 5     | Manfred Letzerich | FRG  | 8:47,2     |
| 6     | Günther Köhler    | GDR  | 9:12,8     |

Datum: 12.9.1965

### 4 × 100 m Staffel
| Platz | Besetzung      | Land                                                              | Zeit (s) |
| ----- | -------------- | ----------------------------------------------------------------- | -------- |
| 1     | Sowjetunion    | Edwin Osolin Amin Tujakow Boris Sawtschuk Nikolai Politiko        | 39,40000 |
| 2     | Polen          | Andrzej Zieliński Wiesław Maniak Edward Romanowski Marian Dudziak | 39,50000 |
| 3     | BR Deutschland | Hartmut Wilke Gert Metz Dieter Enderlein Fritz Obersiebrasse      | 39,5 DRe |
| 4     | Frankreich     | Jean-Paul Lambrot Alain Roy Claude Piquemal Jocelyn Delecour      | 39,80000 |
| 5     | DDR            | Heinz Erbstößer Rainer Berger Harald Eggers Detlef Lewandowski    | 40,20000 |
| DSQ   | Großbritannien | Patrick Morrison Barrie Kelly David Jones Menzies Campbell        |          |

Datum: 11.9.1965

### 4 × 400 m Staffel
| Platz | Besetzung      | Land                                                                         | Zeit (min) |
| ----- | -------------- | ---------------------------------------------------------------------------- | ---------- |
| 1     | BR Deutschland | Werner Thiemann Jens Ulbricht Hans Reinermann Manfred Kinder                 | 3:08,3     |
| 2     | Polen          | Stanisław Grędziński Wojciech Lipoński Stanisław Nowakowski Andrzej Badeński | 3:08,7     |
| 3     | Sowjetunion    | Imants Kuklitsch Wiktor Bytschkow Wassili Anissimow Wadim Artschiptschuk     | 3:09,0     |
| 4     | DDR            | Günter Klann Arthur Speer Hartmut Schwabe Jochen Both                        | 3:09,4     |
| 5     | Frankreich     | Bernard Martin Michel Hiblot Robert Poirier Michel Samper                    | 3:09,7     |
| 6     | Großbritannien | Michael Fitzgerald John Adey Peter Warden John Cooper                        | 3:10,6     |

Datum: 12.9.1965

### Hochsprung
| Platz | Athlet                | Land | Höhe (m) |
| ----- | --------------------- | ---- | -------- |
| 1     | Waleri Brumel         | URS  | 2,15     |
| 2     | Wolfgang Schillkowski | FRG  | 2,09     |
| 3     | Edward Czernik        | POL  | 2,07     |
| 4     | Rudi Köppen           | GDR  | 2,02     |
| 5     | Robert Sainte-Rose    | FRA  | 1,96     |
| 6     | Crawford Fairbrother  | GBR  | 1,96     |

Datum: 11.9.1965

### Stabhochsprung
| Platz | Athlet                 | Land | Höhe (m) |
| ----- | ---------------------- | ---- | -------- |
| 1     | Wolfgang Nordwig       | GDR  | 5,00     |
| 2     | Klaus Lehnertz         | FRG  | 4,80     |
| 3     | Gennadi Blisnezow      | URS  | 4,80     |
| 4     | Hervé d’Encausse       | FRA  | 4,70     |
| 5     | Włodzimierz Sokołowski | POL  | 4,60     |
| 6     | David Stevenson        | GBR  | 4,50     |

Datum: 12.9.1965

### Weitsprung
| Platz | Athlet              | Land | Weite (m) | Versuchsserie (m) | Versuchsserie (m) | Versuchsserie (m) | Versuchsserie (m) | Versuchsserie (m) | Versuchsserie (m) |
| Platz | Athlet              | Land | Weite (m) | 1. Versuch        | 2. Versuch        | 3. Versuch        | 4. Versuch        | 5. Versuch        | 6. Versuch        |
| 1     | Igor Ter-Owanessjan | URS  | 7,87      | 7,54              | 7,66              | 7,87              | 7,32              | 7,40              | 7,78              |
| 2     | Jean Cochard        | FRA  | 7,54      | 7,39              | 7,33              | 5,70              | 7,37              | 7,54              | x                 |
| 3     | Hans-Helmut Trense  | FRG  | 7,52      | 7,31              | 7,52              | 7,42              | 7,36              | 7,24              | x                 |
| 4     | Klaus Beer          | GDR  | 7,44      | 6,93              | 7,17              | 7,44              | x                 | x                 | 7,28              |
| 5     | Fred Alsop          | GBR  | 7,40      | 7,31              | 6,93              | 7,21              | 6,90              | 7,40              | 6,90              |
| 6     | Andrzej Stalmach    | POL  | 7,33      | 7,30              | 7,33              | 7,21              | 7,33              | 7,28              | 7,26              |

Datum: 11.9.1965

### Dreisprung
| Platz | Athlet                | Land | Weite (m) | Versuchsserie (m) | Versuchsserie (m) | Versuchsserie (m) | Versuchsserie (m) | Versuchsserie (m) | Versuchsserie (m) |
| Platz | Athlet                | Land | Weite (m) | 1. Versuch        | 2. Versuch        | 3. Versuch        | 4. Versuch        | 5. Versuch        | 6. Versuch        |
| 1     | Hans-Jürgen Rückborn  | GDR  | 16,51 NR  | 16,09             | x                 | x                 | 16,51             | 16,30             | 16,37             |
| 2     | Aleksander Solotarjow | URS  | 16,41000  | 15,87             | 16,41             | 16,27             | 16,06             | 15,57             | x                 |
| 3     | Józef Szmidt          | POL  | 16,41000  | 16,41             | x                 | 14,37             | x                 | x                 | x                 |
| 4     | Fred Alsop            | GBR  | 16,39000  | x                 | 15,59             | 15,87             | 16,39             | 16,11             | 16,29             |
| 5     | Michael Sauer         | FRG  | 16,14000  | 16,10             | 15,89             | 16,14             | x                 | 15,93             | 16,00             |
| 6     | Éric Battista         | FRA  | 14,62000  | x                 | x                 | x                 | 14,63             | 14,62             | x                 |

Datum: 12.9.1965

### Kugelstoßen
| Platz | Athlet            | Land | Weite (m) | Versuchsserie (m) | Versuchsserie (m) | Versuchsserie (m) | Versuchsserie (m) | Versuchsserie (m) | Versuchsserie (m) |
| Platz | Athlet            | Land | Weite (m) | 1. Versuch        | 2. Versuch        | 3. Versuch        | 4. Versuch        | 5. Versuch        | 6. Versuch        |
| 1     | Nikolai Karassjow | URS  | 19,19000  | 19,19             | 17,76             | x                 | 17,88             | x                 | x                 |
| 2     | Alfred Sosgórnik  | POL  | 18,38000  | 18,07             | 18,38             | x                 | x                 | x                 | x                 |
| 3     | Pierre Colnard    | FRA  | 18,04 NR  | 18,04             | 17,58             | x                 | 17,44             | 17,67             | 17,59             |
| 4     | Dieter Hoffmann   | GDR  | 18,00000  | 17,49             | 17,83             | 17,73             | x                 | 18,00             | 17,74             |
| 5     | Werner Heger      | FRG  | 17,79000  | 17,79             | 17,69             | 17,63             | x                 | 17,65             | 17,54             |
| 6     | Jeff Teale        | GBR  | 16,63000  | 16,46             | 16,52             | 16,17             | 16,21             | 16,52             | 16,63             |

Datum: 11.9.1965

### Diskuswurf
| Platz | Athlet          | Land | Weite (m) | Versuchsserie (m) | Versuchsserie (m) | Versuchsserie (m) | Versuchsserie (m) | Versuchsserie (m) | Versuchsserie (m) |
| Platz | Athlet          | Land | Weite (m) | 1. Versuch        | 2. Versuch        | 3. Versuch        | 4. Versuch        | 5. Versuch        | 6. Versuch        |
| 1     | Zenon Begier    | POL  | 58,92     | 44,88             | 54,00             | 53,92             | 58,92             | x                 | x                 |
| 2     | Fritz Kühl      | GDR  | 55,92     | 54,82             | 55,92             | x                 | x                 | x                 | x                 |
| 3     | Kim Buchanzow   | URS  | 55,00     | 52,16             | 54,98             | 51,64             | 53,78             | 53,84             | 55,00             |
| 4     | Jens Reimers    | FRG  | 53,60     | 48,58             | 52,28             | 51,06             | x                 | 52,90             | 53,60             |
| 5     | Michael Lindsay | GBR  | 49,44     | 49,44             | x                 | 49,32             | x                 | x                 | 47,38             |
| 6     | Pierre Alard    | FRA  | 49,28     | 49,28             | 48,42             | 47,70             | 48,68             | 47,56             | 48,26             |

Datum: 12.9.1965

### Hammerwurf
| Platz | Athlet             | Land | Weite (m) | Versuchsserie (m) | Versuchsserie (m) | Versuchsserie (m) | Versuchsserie (m) | Versuchsserie (m) | Versuchsserie (m) |
| Platz | Athlet             | Land | Weite (m) | 1. Versuch        | 2. Versuch        | 3. Versuch        | 4. Versuch        | 5. Versuch        | 6. Versuch        |
| 1     | Ramuald Klim       | URS  | 67,70     | 66,64             | x                 | 65,54             | 67,68             | 67,48             | 67,70             |
| 2     | Uwe Beyer          | FRG  | 67,28     | 67,28             | 64,56             | x                 | x                 | x                 | 64,84             |
| 3     | Martin Lotz        | GDR  | 65,46     | 63,12             | 64,64             | 65,46             | x                 | x                 | 64,12             |
| 4     | Olgierd Ciepły     | POL  | 61,72     | 61,72             | x                 | x                 | x                 | 60,04             | 60,32             |
| 5     | Wladimir Prikhodko | FRA  | 58,62     | 58,62             | x                 | x                 | 58,24             | x                 | 58,24             |
| 6     | Howard Payne       | GBR  | 57,72     | 56,12             | 57,72             | 56,32             | 57,20             | 56,76             | 55,98             |

Datum: 11.9.1965

### Speerwurf
| Platz | Athlet             | Land | Weite (m) | Versuchsserie (m) | Versuchsserie (m) | Versuchsserie (m) | Versuchsserie (m) | Versuchsserie (m) | Versuchsserie (m) |
| Platz | Athlet             | Land | Weite (m) | 1. Versuch        | 2. Versuch        | 3. Versuch        | 4. Versuch        | 5. Versuch        | 6. Versuch        |
| 1     | Jānis Lūsis        | URS  | 82,56     | 78,88             | 75,36             | 81,11             | 76,66             | 72,48             | 82,56             |
| 2     | Janusz Sidło       | POL  | 81,18     | 81,18             | 78,98             | 78,06             | x                 | 77,08             | x                 |
| 3     | Manfred Stolle     | GDR  | 79,98     | 43,59             | 69,86             | 79,98             | x                 | 75,86             | x                 |
| 4     | Christian Monneret | FRA  | 77,38     | 61,72             | x                 | x                 | x                 | 60,04             | 60,32             |
| 5     | David Travis       | GBR  | 76,18     | 70,60             | 68,94             | 74,92             | 76,18             | 70,08             | 74,02             |
| 6     | Rolf Herings       | FRG  | 72,20     | 69,36             | 71,26             | x                 | 71,24             | 72,20             | x                 |

Datum: 12.9.1965

## Resultate Frauen

### 100 m
| Platz | Athletin          | Land | Zeit (s) |
| ----- | ----------------- | ---- | -------- |
| 1     | Ewa Kłobukowska   | POL  | 11,3     |
| 2     | Erika Pollmann    | FRG  | 11,6     |
| 3     | Galina Mitrochina | URS  | 11,6     |
| 4     | Margit Nemesházi  | HUN  | 11,6     |
| 5     | Lidy Vonk         | NED  | 11,9     |
| 6     | Ingrid Tiedtke    | GDR  | k. A.    |

Datum: 19.9.1965
Wind: +0,3 m/s

### 200 m
| Platz | Athletin         | Land | Zeit (s) |
| ----- | ---------------- | ---- | -------- |
| 1     | Ewa Kłobukowska  | POL  | 23,0     |
| 2     | Ingrid Becker    | FRG  | 24,0     |
| 3     | Wera Popkowa     | URS  | 24,1     |
| 4     | Gundula Diel     | GDR  | 24,1     |
| 5     | Truus Cruiming   | NED  | 24,3     |
| 6     | Margit Nemesházi | HUN  | 24,5     |

Datum: 19.9.1965
Wind: +0,2 m/s

### 400 m
| Platz | Athletin         | Land | Zeit (s) |
| ----- | ---------------- | ---- | -------- |
| 1     | Marija Itkina    | URS  | 54,0     |
| 2     | Hilde Slaman     | NED  | 54,6     |
| 3     | Gertrude Schmidt | GDR  | 54,9     |
| 4     | Antónia Munkácsi | HUN  | 55,1     |
| 5     | Celina Gerwin    | POL  | 56,1     |
| 6     | Christine Linz   | FRG  | 56,3     |

Datum: 19.9.1965

### 800 m
| Platz | Athletin         | Land | Zeit (min) |
| ----- | ---------------- | ---- | ---------- |
| 1     | Hannelore Suppe  | GDR  | 2:04,3     |
| 2     | Ilja Laman       | NED  | 2:04,6     |
| 3     | Antje Gleichfeld | FRG  | 2:04,7     |
| 4     | Zsuzsa Nagy      | HUN  | 2:04,9     |
| 5     | Wera Muchanowa   | URS  | 2:07,1     |
| 6     | Danuta Sobieska  | POL  | 2:08,9     |

Datum: 19.9.1965

### 80 m Hürden
| Platz | Athletin          | Land | Zeit (s) |
| ----- | ----------------- | ---- | -------- |
| 1     | Irina Press       | URS  | 10,4 WRe |
| 2     | Gundula Diel      | GDR  | 10,50000 |
| 3     | Inge Schell       | FRG  | 10,6 BRe |
| 4     | Amelia Hinten     | NED  | 10,80000 |
| 5     | Annamária Kovács  | HUN  | 11,40000 |
| 6     | Elżbieta Bednarek | POL  | 12,40000 |

Datum: 19.9.1965
Wind: −0,3 m/s

### 4 × 100 m Staffel
| Platz | Besetzung      | Land                                                                   | Zeit (s) |
| ----- | -------------- | ---------------------------------------------------------------------- | -------- |
| 1     | Polen          | Teresa Wieczorek Elżbieta Kolejwa Irena Kirszenstein Ewa Kłobukowska   | 44,9     |
| 2     | Sowjetunion    | Galina Mitrochina Wera Popkowa Ludmilla Samotessowa Tatjana Talyschewa | 45,2     |
| 3     | DDR            | Angela Höhme Ingrid Tiedtke Ursula Böhm Gundula Diel                   | 45,7     |
| 4     | Ungarn         | Erzsébet Heldt Annamária Kovács Ida Such Margit Nemesházi              | 46,20    |
| 5     | Niederlande    | Truus Cruiming Amelia Hinten Hilde Slaman Lidy Vonk                    | 46,9     |
| 6     | BR Deutschland | Gerlinde Beyrichen Hannelore Trabert Inge Schell Erika Pollmann        | 50,1     |

Datum: 19.9.1965

### Hochsprung
| Platz | Athletin              | Land | Höhe (m) |
| ----- | --------------------- | ---- | -------- |
| 1     | Taissija Tschentschik | URS  | 1,70     |
| 2     | Karin Rüger           | GDR  | 1,70     |
| 3     | Jarosława Bieda       | POL  | 1,64     |
| 4     | Marjan Thomas         | NED  | 1,64     |
| 5     | Ilia Hans             | GDR  | 1,64     |
| 6     | Eva Gelei             | HUN  | 1,61     |

Datum: 19.9.1965

### Weitsprung
| Platz | Athletin                | Land | Weite (m) | Versuchsserie (m) | Versuchsserie (m) | Versuchsserie (m) | Versuchsserie (m) | Versuchsserie (m) | Versuchsserie (m) |
| Platz | Athletin                | Land | Weite (m) | 1. Versuch        | 2. Versuch        | 3. Versuch        | 4. Versuch        | 5. Versuch        | 6. Versuch        |
| 1     | Tatjana Schtschelkanowa | URS  | 6,68 w    | 4,92              | 6,68 w            | x                 | x                 | x                 | 6,57 w            |
| 2     | Irena Kirszenstein      | POL  | 6,34 w    | x                 | 6,28 w            | 6,34 w            | 6,16              | 6,28 w            | x                 |
| 3     | Helga Hoffmann          | FRG  | 6,30 w    | 6,19              | 6,0800            | 6,30 w            | x                 | 6,1900            | 6,22 w            |
| 4     | Burghild Wieczorek      | GDR  | 6,20 w    | 6,05              | 6,20 w            | x                 | 6,17              | 6,1300            | 5,9700            |
| 5     | Eta Kispal              | HUN  | 6,13 w    | 6,04              | 6,13 w            | x                 | x                 | x                 | x                 |
| 6     | Hilly Gankema           | NED  | 5,4500    | 5,45              | 5,23 w            | 5,2900            | 5,09              | 5,1500            | x                 |

Datum: 19.9.1965

### Kugelstoßen
| Platz | Athletin           | Land | Weite (m) | Versuchsserie (m) | Versuchsserie (m) | Versuchsserie (m) | Versuchsserie (m) | Versuchsserie (m) | Versuchsserie (m) |
| Platz | Athletin           | Land | Weite (m) | 1. Versuch        | 2. Versuch        | 3. Versuch        | 4. Versuch        | 5. Versuch        | 6. Versuch        |
| 1     | Tamara Press       | URS  | 18,59 WR  | 18,59             | 17,83             | 17,70             | x                 | 16,96             | 16,73             |
| 2     | Renate Garisch     | GDR  | 16,96000  | x                 | 16,22             | 16,42             | 16,72             | x                 | 16,96             |
| 3     | Gertrud Schäfer    | FRG  | 16,18000  | 15,37             | 16,02             | x                 | 15,54             | 16,18             | 15,28             |
| 4     | Judit Bognár       | HUN  | 15,36000  | 14,82             | 14,84             | 15,36             | x                 | 15,33             | 15,23             |
| 5     | Eugenia Ciarkowska | POL  | 14,42000  | 7,31              | 6,93              | 7,21              | 6,90              | 7,40              | 6,90              |
| 6     | Loes Boling        | NED  | 14,37000  | 13,37             | 14,37             | x                 | 13,88             | 13,88             | 14,02             |

Datum: 19.9.1965

### Diskuswurf
| Platz | Athletin           | Land | Weite (m) | Versuchsserie (m) | Versuchsserie (m) | Versuchsserie (m) | Versuchsserie (m) | Versuchsserie (m) | Versuchsserie (m) |
| Platz | Athletin           | Land | Weite (m) | 1. Versuch        | 2. Versuch        | 3. Versuch        | 4. Versuch        | 5. Versuch        | 6. Versuch        |
| 1     | Jolán Kleiber      | HUN  | 56,75     | 54,98             | 56,75             | 55,05             | 53,55             | 55,30             | 53,93             |
| 2     | Tamara Press       | URS  | 54,83     | 54,83             | 51,58             | 52,48             | 51,19             | x                 | 53,73             |
| 3     | Ingrid Lotz        | GDR  | 53,89     | 53,89             | 52,18             | x                 | x                 | x                 | x                 |
| 4     | Kriemhild Limberg  | FRG  | 51,54     | 51,06             | x                 | x                 | x                 | 51,54             | x                 |
| 5     | Kazimiera Rykowska | POL  | 50,50     | x                 | 38,13             | 39,68             | 47,34             | 50,50             | 49,68             |
| 6     | Loes Boling        | NED  | 43,10     | 39,22             | 43,10             | 42,36             | 42,33             | x                 | 42,26             |

Datum: 19.9.1965

### Speerwurf
| Platz | Athletin            | Land | Weite (m) | Versuchsserie (m) | Versuchsserie (m) | Versuchsserie (m) | Versuchsserie (m) | Versuchsserie (m) | Versuchsserie (m) |
| Platz | Athletin            | Land | Weite (m) | 1. Versuch        | 2. Versuch        | 3. Versuch        | 4. Versuch        | 5. Versuch        | 6. Versuch        |
| 1     | Jelena Gortschakowa | URS  | 58,49     | 55,18             | 54,61             | 58,49             | 54,58             | x                 | 52,65             |
| 2     | Márta Rudas         | HUN  | 55,79     | x                 | 55,79             | 50,39             | 53,95             | x                 | 50,19             |
| 3     | Anneliese Gerhards  | FRG  | 53,00     | 47,64             | 50,05             | 50,45             | x                 | 7,24              | x                 |
| 4     | Daniela Tarkowska   | POL  | 51,69     | 49,24             | 51,69             | 50,60             | x                 | 50,43             | 50,16             |
| 5     | Helga Börner        | GDR  | 50,04     | 47,88             | 50,04             | 49,53             | 47,73             | x                 | 48,15             |
| 6     | Greet Versterre     | NED  | 45,03     | 35,94             | 39,55             | 45,03             | x                 | 40,85             | 43,74             |

Datum: 19.9.1965

### Videolinks
- International Athletics From Stuttgart (1965), youtube.com
- Leichtathletik: Nachlese Europa-Pokal, ardmediathek.de